# Melaloncha annicae
Melaloncha annicae är en tvåvingeart som beskrevs av Giar-Ann Kung 2008. Melaloncha annicae ingår i släktet Melaloncha och familjen puckelflugor.
Artens utbredningsområde är Costa Rica. Inga underarter finns listade i Catalogue of Life.